# Franz Retz
Franz Retz (Praga, 13 settembre 1673 – Roma, 19 novembre 1750) è stato un gesuita ceco, Preposito Generale dell'ordine dal 7 marzo 1730 alla morte.
Eletto generale all'unanimità, il suo fu uno dei superiorati più tranquilli della storia dei primi secoli della Compagnia: nel 1737 ottenne la canonizzazione di san Giovanni Francesco Régis.